# Frédéric Bourdin
Frédéric Pierre Bourdin  (Nanterre, 13 de junho de 1974) é um impostor francês que a imprensa apelidou de "O Camaleão". Ele começou suas imitações ainda criança e afirma ter assumido pelo menos 500 identidades falsas, três das quais foram adolescentes realmente desaparecidos.

## Primeiros anos
Nascido em Nanterre, Bourdin foi criado por seus avós em Nantes até que ele fugiu e, eventualmente, foi para Paris. Ele nunca conheceu seu pai, a quem sua mãe afirmou ser um imigrante argelino casado chamado Kaci.

## Imitações
Nicholas Barclay, de 13 anos na época, foi visto pela última vez jogando basquete com seus amigos em sua cidade natal, San Antonio, Texas, em 13 de junho de 1994. Barclay nunca chegou em casa e não foi visto ou ouvido desde então. Em 1997, Bourdin assumiu a identidade de Barclay e foi levado para os Estados Unidos. Embora Bourdin tivesse olhos castanhos e um sotaque francês, ele convenceu a família de que ele era o filho de olhos azuis, dizendo que ele havia escapado de um grupo de prostituição infantil e que o grupo havia alterado a cor dos seus olhos. Bourdin viveu com a família por quase cinco meses até o dia 6 de março de 1998.
No final de 1997, um investigador particular local ficou desconfiado enquanto trabalhava com uma equipe de TV que estava filmando a família. O investigador comparou uma foto das orelhas de Bourdin aos ouvidos de Nicholas e descobriu que eles não combinavam. Em fevereiro de 1998, o FBI obteve uma ordem judicial para levar as impressões digitais e o DNA do jovem, que mais tarde foram identificados como pertencentes a Bourdin. Em setembro de 1998, Bourdin se declarou culpado de fraude de passaporte e perjúrio em um tribunal federal de San Antonio. Ele foi preso por seis anos, mais de duas vezes o tempo recomendado pelas diretrizes de condenação.
Quando Bourdin retornou para a França dos Estados Unidos em 2003, mudou-se para Grenoble e assumiu a identidade de Léo Balley, um garoto francês de 14 anos que estava desaparecido desde 1996. Testes de DNA provaram que ele não era Balley.
Em agosto de 2004, ele estava na Espanha, alegando ser um adolescente chamado Ruben Sanchez Espinoza, cuja mãe havia sido morta nos atentados de 11 de março de 2004 em Madrid. Quando a polícia descobriu a verdade, eles o deportaram para a França.
Em junho de 2005, Bourdin se fez passar por Francisco Hernandes-Fernandez, um órfão espanhol de 15 anos de idade, e passou um mês no Colégio Jean Monnet em Pau, na França. Ele alegou que seus pais haviam morrido em um acidente de carro. Vestia-se como adolescente, adotou um estilo de caminhada adequado, cobria o couro cabeludo recuado com um boné de beisebol e usava cremes faciais depilatórios. Em 12 de junho, um administrador de sua escola o desmascarou depois de ver um programa de televisão sobre suas façanhas. Em 16 de setembro, ele foi condenado a quatro meses de prisão por possuir e usar a falsa identidade anterior de Léo Balley.
Segundo entrevistas, Bourdin procurava "amor e carinho" e atenção que nunca recebeu quando criança. Ele fingiu ser órfão várias vezes.

## Vida pessoal
Em 8 de agosto de 2007, Bourdin se casou com uma francesa chamada Isabelle depois de um ano de namoro. O casal mora na França com seus cinco filhos. Em 23 de março de 2017, Bourdin fez um post no Facebook dizendo que Isabelle o havia deixado por outro homem, alegando que ela estava infeliz há 10 anos e muito infeliz nos últimos meses. Ele afirma que ela o deixou com seus filhos.
De acordo com o The Daily Mirror, Bourdin afirmou que "nunca mais se passaria por ninguém". Bourdin foi entrevistado em 2008 por David Grann, redator da The New Yorker. Depois que Isabelle deu à luz seu primeiro filho, Bourdin contatou Grann e disse a ele que a criança era uma menina. Grann então perguntou se Bourdin havia se tornado uma nova pessoa agora que ele era pai e marido, ao que Bourdin respondeu: "Não, esse é quem eu sou".

## Representações na mídia
Em 2010, um relato ficcional do caso Nicholas Barclay foi trazido aos cinemas sob o título The Chameleon, do diretor e roteirista francês Jean-Paul Salomé. Bourdin - renomeado Fortin no filme - foi retratado pelo ator canadense Marc-André Grondin. O filme foi adaptado de Le Caméléon, a biografia autorizada de Bourdin de Christophe D'Antonio. Ele estreou no Festival de Cinema de Tribeca de 2010.
The Imposter, um documentário sobre o caso Nicholas Barclay, estreou no Festival Sundance de Cinema em janeiro de 2012.